# レオネル・アルトベッリ
レオネル・ビクトル・アルトベッリ（西: Leonel Víctor Altobelli, 1986年7月20日 - ）は、アルゼンチン・チャコ州出身の元サッカー選手。現役時代のポジションはフォワード。

## 経歴
2004年12月3日、CAティグレでデビューした。2009年8月、セグンダ・ディビシオン（スペイン2部）のアルバセテ・バロンピエにレンタル移籍した。2009-10シーズンは26試合（先発8試合）に出場したが無得点に終わった。
2012年1月から6月までの間、プリメーラB・ナシオナル（アルゼンチン2部）のクラブ・デ・ヒムナシア・イ・エスグリマ・ラ・プラタにレンタル移籍した。18試合（先発15試合）に出場し、2得点を決めた。
2014年、タイのブリーラム・ユナイテッドFCに加入した。

## 所属クラブ
ユース経歴
- CAティグレ

プロ経歴
- 2004年 - 2013年  CAティグレ
  - 2005年 - 2007年  クラブ・スポルティーボ・バラカス（スペイン語版） (期限付き移籍)
  - 2009年 - 2010年  アルバセテ・バロンピエ (期限付き移籍)
  - 2011年 - 2012年  CSインデペンディエンテ・リバダビア（スペイン語版） (期限付き移籍)
  - 2012年  クラブ・デ・ヒムナシア・イ・エスグリマ・ラ・プラタ (期限付き移籍)
  - 2012年 - 2013年  クラブ・アルミランテ・ブラウン（スペイン語版） (期限付き移籍)
- 2014年  ブリーラム・ユナイテッドFC
- 2014年 - 2015年  クラブ・デポルティーボ・モロン（スペイン語版）
- 2016年  CDコブレロア
- 2016年 - 2017年  CAアトランタ
- 2017年  CAバラカス・セントラル
- 2018年  オセロス・アティエノウFC

## 個人成績
| 国内大会個人成績 | 国内大会個人成績 | 国内大会個人成績 | 国内大会個人成績 | 国内大会個人成績             | 国内大会個人成績 | 国内大会個人成績 | 国内大会個人成績 | 国内大会個人成績 | 国内大会個人成績 | 国内大会個人成績 | 国内大会個人成績 |
| 年度             | クラブ           | 背番号           | リーグ           | リーグ戦                     | リーグ戦         | リーグ杯         | リーグ杯         | オープン杯       | オープン杯       | 期間通算         | 期間通算         |
| 年度             | クラブ           | 背番号           | リーグ           | 出場                         | 得点             | 出場             | 得点             | 出場             | 得点             | 出場             | 得点             |
| スペイン         | スペイン         | スペイン         | スペイン         | リーグ戦                     | リーグ戦         | 国王杯           | 国王杯           | オープン杯       | オープン杯       | 期間通算         | 期間通算         |
| ---------------- | ---------------- | ---------------- | ---------------- | ---------------------------- | ---------------- | ---------------- | ---------------- | ---------------- | ---------------- | ---------------- | ---------------- |
| 2009-10          | アルバセテ       | 19               | セグンダ         | 26                           | 0                | 0                | 0                | -                | -                | 26               | 0                |
| タイ             | タイ             | タイ             | タイ             | リーグ戦                     | リーグ戦         | リーグ杯         | リーグ杯         | FA杯             | FA杯             | 期間通算         | 期間通算         |
| 2014             | ブリーラム       | 18               | タイ・リーグ     |                              |                  |                  |                  |                  |                  |                  |                  |
| 通算             | スペイン         | スペイン         | セグンダ         | 26                           | 0                | 0                | 0                | -                | -                | 26               | 0                |
| 通算             | タイ             | タイ             | プレミア         | \|\|\|\|\|\|\|\|\|\|\|\|\|\| |                  |                  |                  |                  |                  |                  |                  |
| 総通算           | 総通算           | 総通算           | 総通算           | \|\|\|\|\|\|\|\|\|\|\|\|\|\| |                  |                  |                  |                  |                  |                  |                  |

### 国際大会個人成績
（2014年3月11日時点）
| 年度 | クラブ   | 大会                 | 出場 | 得点 |
| ---- | -------- | -------------------- | ---- | ---- |
| 2009 | ティグレ | コパ・スダメリカーナ | 1    | 0    |
| 通算 | 通算     | 通算                 | 1    | 0    |